# Deutsch für Ausländer
Deutsch für Ausländer ist ein Sketch des deutschen Humoristen Loriot. Er zeigt die Parodie eines Fremdsprachenkurses im Telekolleg des Bayerischen Rundfunks und macht sich über die fehlende Lebensnähe solcher Kurse lustig. Der Sketch wurde erstmals 1972 in der zwanzigsten Folge der Sendereihe Cartoon ausgestrahlt. 1997 wurde er in die Neuschnittfassung der Sendereihe Loriot aufgenommen. Eine gedruckte Textfassung erschien 1981.

## Handlung
Der Sketch ist als ein Fernsehkurs zum Lernen der deutschen Sprache gestaltet. Er besteht aus drei Dialogbeispielen, denen jeweils eine Erklärung des Unterrichtsinhalts vorangestellt ist. Der erste Teil zeigt einen Mann und eine Frau, die nackt in einem Bett liegen. Der Mann fragt die Frau nach ihrem Namen. Sie stellt sich als Heidelore Schmoller vor, ihr Ehemann heiße Viktor. Der Mann im Bett sagt, er heiße Herbert.
Der zweite Teil ist vor allem den Zahlwörtern gewidmet. Zur Sprache kommen unter anderem das Alter und Gewicht von Viktor und Herbert sowie das Gesamtgewicht von Herberts drei Cousinen. Außerdem spricht die Frau über die morgendliche Abfahrtszeit ihres Mannes sowie das Ende seiner Arbeitszeit.
Im dritten Teil geht es zunächst um die Benutzung des Konjunktivs. Heidelore sagt, wann ihr Mann ankommen würde, wenn er eine Monatskarte hätte. Herbert gibt für den Fall, dass er vier Cousinen hätte, deren Gesamtgewicht an. Daraufhin betritt der Ehemann Viktor das Schlafzimmer. Sowohl er als auch Herbert stellen sich vor. Daraufhin hat jeder der drei noch einen letzten Satz der Form „Das ist mein(e) …“, in dem Heidelore ihren Mann vorstellt, Herbert auf seine Hose und Viktor seine Aktentasche zeigt. Der Sketch endet mit einer weiteren Erläuterung von Unterrichtsinhalten.

## Produktion und Veröffentlichung
Der Sketch entstand für die Sendereihe Cartoon, die von Loriot moderiert und vom Süddeutschen Rundfunk produziert wurde. Die Rollen der beiden Personen im Bett übernahmen Gudrun Kumpf und Peter H. Schwerdt, Loriot spielte den Ehemann Victor. Ausgestrahlt wurde der Sketch in der 20. Folge von Cartoon am 30. August 1972 im Deutschen Fernsehen.
1997 ordnete Loriot sein Fernsehwerk neu und machte aus den sechs 45-minütigen Folgen der Sendereihe Loriot vierzehn Folgen mit einer Länge von 25 Minuten. Dabei nahm er auch Werke aus anderen Sendungen auf, darunter Deutsch für Ausländer. Der Sketch ist Teil der zwölften Folge Der einsame König, andere kulturelle Intimbereiche und eine Skatrunde, die am 8. Juli 1997 im Ersten gezeigt wurde. Die Zwischenansagen, die die jeweilige Lektion erläutern, macht Loriot auf dem grünen Sofa. Sie wurden für die Neuschnittfassung neu gedreht.
Eine Druckfassung des Sketches erschien erstmals 1981 im Sammelband Loriots dramatische Werke. Darin ist er dem Kapitel Erwachsenenbildung zugeordnet. Die letzte Erläuterung Loriots fehlt darin. Der Text erschien seitdem in einigen weiteren Sammelbänden von Loriot.

## Analyse und Einordnung
Loriots erste Realfilm-Sketche bei Cartoon waren meist als Parodien auf konkrete Fernsehsendungen gestaltet. Deutsch für Ausländer ist eine Parodie des Telekollegs der dritten Fernsehprogramme, zu dessen Inhalten auch Fremdsprachkurse gehören. Ziel der Parodie ist vor allem die fehlende Lebensnähe solcher Kurse oder anderer Formen des Fremdsprachenunterrichts. Die im Sketch behandelten Inhalte orientieren sich an realen Sprachkursen. So sind das persönliche Vorstellen, familiäre Verhältnisse und die Verwendung von Zahlen oft Themen von Anfängerkursen. Die Umsetzung ist hier jedoch völlig lebensfern. Die dargestellten Figuren erscheinen durch die Auswahl der Themen und die leblosen Satzkonstruktionen wie Roboter, die nur zum Zweck des Deutschunterrichts miteinander sprechen. So wirkt es grotesk, dass die beiden Menschen, die nackt nebeneinander in einem Bett liegen, sich offenbar nicht kennen. Auch die Nennung des Gewichts von Verwandten in einem Gespräch wirkt unpassend. Bei Herberts Cousinen kommt noch hinzu, dass bei Frauen das Nennen des Gewichts als Tabu gilt. Vollkommen absurd wird das Gespräch, als das Gewicht einer potentiellen vierten Cousine berechnet wird, nur um die Verwendung des Konjunktivs zu erläutern.
Der Sketch wurde von Loriot jedoch so gestaltet, dass die Zuschauer auch in absurden Sätzen einen Sinn erkennen können. Der Germanist Felix Christian Reuter, der zu Loriots Sketchen promovierte, führt dazu mehrere Beispiele an. Heidelores Aussage, ihr Mann sei fünf Jahre älter als Herbert, zeigt, dass sie sich mit einem jüngeren Mann vergnügt. Mit den Abfahrts- und Ankunftszeiten ihres Ehemanns teilt sie Herbert mit, wann sie allein zu Hause ist. Als der Ehemann auftaucht, gibt er bei seiner Vorstellung auch sein Gewicht an, was laut Reuter als Drohgebärde interpretiert werden kann. Dasselbe gelte für die von ihm präsentierte Aktentasche, die er als Waffe benutzen könne. In einer alternativen Interpretation könne die Tasche aber auch dafür stehen, dass er eher mit seiner Arbeit als mit seiner Frau verheiratet sei.

## Bildtonträger
- Loriot – Von Möpsen und Menschen. Warner Home Video, Hamburg 1989, VHS (Version aus Cartoon 23).
- Loriot – Sein großes Sketch-Archiv. Warner Home Video, Hamburg 2001, DVD Nr. 4 (als Teil von Loriot 12).
- Loriot – Die vollständige Fernseh-Edition. Warner Home Video, Hamburg 2007, DVD Nr. 2 (Version aus Loriot 12).

## Textveröffentlichungen (Auswahl)
- Loriots dramatische Werke. Diogenes, Zürich 1981, ISBN 3-257-01004-4, S. 153.
- Menschen, Tiere, Katastrophen. Reclam, Stuttgart 1992, ISBN 3-15-008820-8, S. 93–94.
- Das Frühstücksei. Diogenes, Zürich 2003, ISBN 3-257-02081-3, S. 131–132.
- Gesammelte Prosa. Diogenes, Zürich 2006, ISBN 978-3-257-06481-0, S. 299–305.